# ASB Classic 2017 - Qualificazioni singolare maschile
Le qualificazioni del singolare maschile dell'ASB Classic 2017 sono state un torneo di tennis preliminare per accedere alla fase finale della manifestazione. I vincitori dell'ultimo turno sono entrati di diritto nel tabellone principale. In caso di ritiro di uno o più giocatori aventi diritto a questi sono subentrati i lucky loser, ossia i giocatori che hanno perso nell'ultimo turno ma che avevano una classifica più alta rispetto agli altri partecipanti che avevano comunque perso nel turno finale.

## Teste di serie
1. Ryan Harrison (qualificato)
2. Steven Diez (ultimo turno)
3. Michael Mmoh (qualificato)
4. Cameron Norrie (ultimo turno)

1. Jerzy Janowicz (ultimo turno)
2. Brydan Klein (qualificato)
3. Jose Statham (ultimo turno, Lucky loser)
4. Finn Tearney (qualificato)

## Qualificati
1. Ryan Harrison
2. Brydan Klein

1. Michael Mmoh
2. Finn Tearney

### Lucky loser
1. Jose Statham

## Tabellone

### Legenda
| - Q = Qualificato - WC = Wild card - LL = Lucky loser | - ALT = Alternate - SE = Special Exempt - PR = Protected Ranking | - w/o = Walkover - r = Ritirato - d = Squalificato |

### Sezione 1
|  | Primo turno | Primo turno      | Primo turno      | Primo turno | Primo turno |  |  | Ultimo turno | Ultimo turno  | Ultimo turno  | Ultimo turno | Ultimo turno |  |
|  |             |                  |                  |             |             |  |  |              |               |               |              |              |  |
|  | 1           | Ryan Harrison    | Ryan Harrison    | 6           | 6           |  |  |              |               |               |              |              |  |
|  | Alt         | Marcin Matkowski | Marcin Matkowski | 4           | 4           |  |  | 1            | Ryan Harrison | Ryan Harrison | 6            | 6            |  |
|  | Alt         | Rhett Purcell    | Rhett Purcell    | 62          | 0           |  |  | 7/WC         | Jose Statham  | Jose Statham  | 4            | 1            |  |
|  | 7/WC        | Jose Statham     | Jose Statham     | 7           | 6           |  |  |              |               |               |              |              |  |

### Sezione 2
|  | Primo turno | Primo turno  | Primo turno  | Primo turno | Primo turno |  |  | Ultimo turno | Ultimo turno | Ultimo turno | Ultimo turno | Ultimo turno |  |
|  |             |              |              |             |             |  |  |              |              |              |              |              |  |
|  | 2           | Steven Diez  | Steven Diez  | 7           | 6           |  |  |              |              |              |              |              |  |
|  | Alt         | Treat Huey   | Treat Huey   | 5           | 2           |  |  | 2            | Steven Diez  | 6            | 4            | 4            |  |
|  |             | Masato Shiga | Masato Shiga | 4           | 2           |  |  | 6            | Brydan Klein | 3            | 6            | 6            |  |
|  | 6           | Brydan Klein | Brydan Klein | 6           | 6           |  |  |              |              |              |              |              |  |

### Sezione 3
|  | Primo turno | Primo turno       | Primo turno       | Primo turno | Primo turno |  |  | Ultimo turno | Ultimo turno   | Ultimo turno   | Ultimo turno | Ultimo turno |  |
|  |             |                   |                   |             |             |  |  |              |                |                |              |              |  |
|  | 3           | Michael Mmoh      | Michael Mmoh      | 6           | 6           |  |  |              |                |                |              |              |  |
|  |             | Greg Jones        | Greg Jones        | 1           | 1           |  |  | 3            | Michael Mmoh   | Michael Mmoh   | 7            | 6            |  |
|  | Alt         | Krišjānis Stabiņš | Krišjānis Stabiņš | 4           | 4           |  |  | 5            | Jerzy Janowicz | Jerzy Janowicz | 63           | 3            |  |
|  | 5           | Jerzy Janowicz    | Jerzy Janowicz    | 6           | 6           |  |  |              |                |                |              |              |  |

### Sezione 4
|  | Primo turno | Primo turno          | Primo turno       | Primo turno | Primo turno |  |  | Ultimo turno | Ultimo turno   | Ultimo turno   | Ultimo turno | Ultimo turno |  |
|  |             |                      |                   |             |             |  |  |              |                |                |              |              |  |
|  | 4           | Cameron Norrie       | Cameron Norrie    | 6           | 6           |  |  |              |                |                |              |              |  |
|  |             | Marcelo Demoliner    | Marcelo Demoliner | 4           | 2           |  |  | 4            | Cameron Norrie | Cameron Norrie | 1            | 3            |  |
|  | Alt         | Aisam-ul-Haq Qureshi | 6                 | 5           | r           |  |  | 8/WC         | Finn Tearney   | Finn Tearney   | 6            | 6            |  |
|  | 8/WC        | Finn Tearney         | 4                 | 7           |             |  |  |              |                |                |              |              |  |